# Port Stanley
Port Stanley (nebo jen Stanley) je hlavní město Falklandských ostrovů. Nachází se na ostrově východní Falkland, na severním svahu v jedné z nejdeštivějších částí ostrovů. Při sčítání lidu v roce 2016 mělo město 2 460 obyvatel. Celková populace Falklandských ostrovů k roku 2021 je 3 662 obyvatel.
Stanley je zastoupen pěti z osmi zvolených členů Zákonodárného shromáždění Falklandských ostrovů. Volená městská rada Stanley existovala od roku 1948 do roku 1973.
Dne 14. června 2022 obdržel Stanley patent, který jí formálně udělil status města.

## Historie

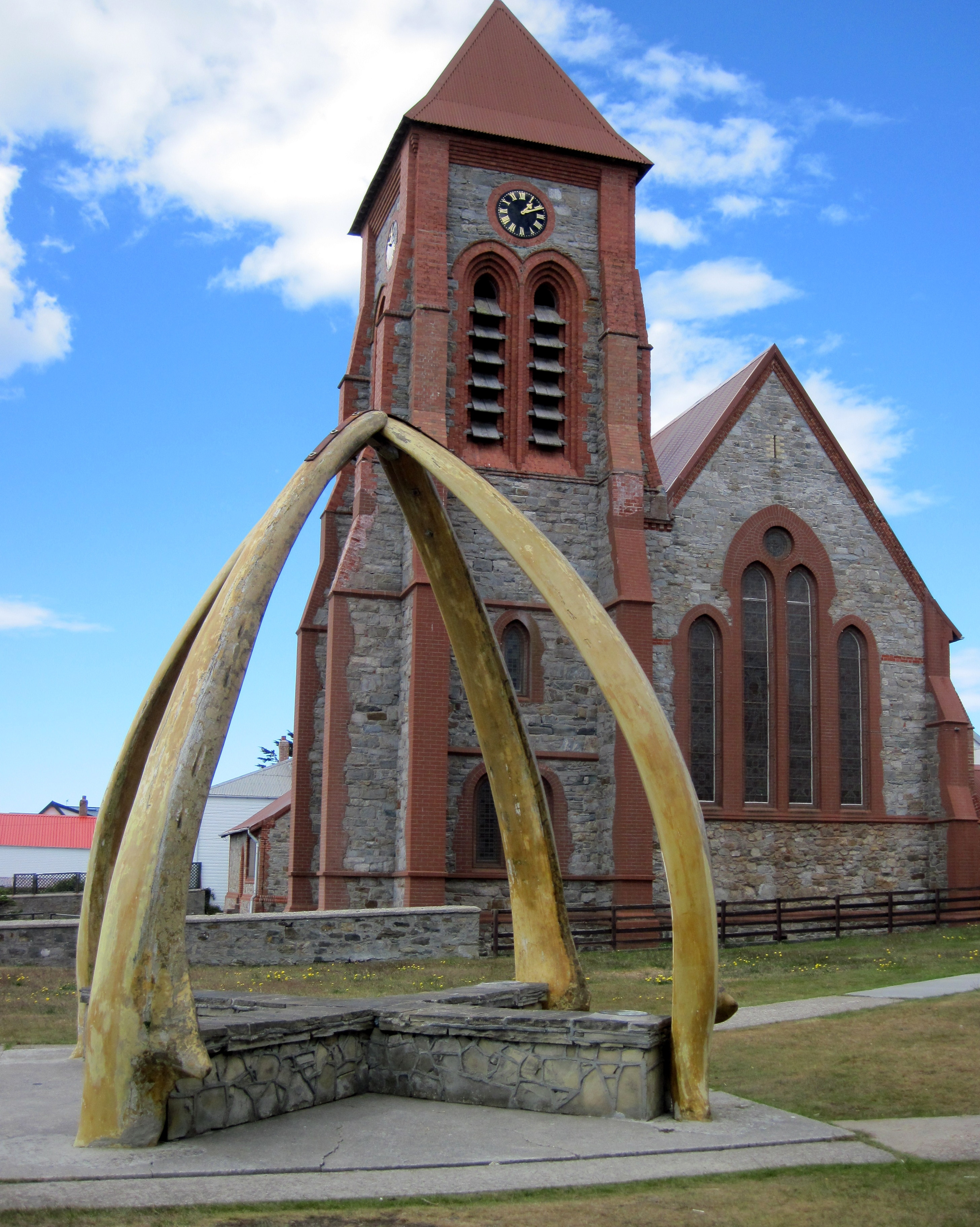
Kostel a oblouk z velrybích kostic

Práce na stavbě osady začaly v roce 1843. Správním centrem Falkland se stalo již v roce 1845. Své jméno dostalo po lordu Stanleym.
Osada se brzy rozrostla do přístavu specializovaného na opravu lodí, hlavně před postavením Panamského průplavu. Divoké bouře donutily mnoho lodí přistát a nechat se opravit, což umožnilo vzrůst ekonomiky. Později se z přístavu stala základna pro lov velryb a tuleňů.
Ještě později sloužil přístav jako zauhlovací stanice pro Britské královské námořnictvo. To vedlo k tomu, že lodě zde zakotvené byly zapojeny do Bitvy u Falklandských ostrovů za první světové války a Bitvy u ústí Rio de La Plata za druhé světové války.
Sesuvy půdy, způsobené nadměrnou těžbou rašeliny, zničily v letech 1879 a 1886 část města.
Místní letiště se využívá k místním letům a poskytuje spojení s britskými základnami na Antarktidě. Bylo otevřeno v roce 1979, ale nejprve se ke krátkým letům používaly hydroplány.
Město bylo za války o Falklandy asi na 10 týdnů okupováno argentinskými vojáky a přejmenováno na „Puerto Argentino“ (jméno bylo přijato některými španělsky mluvícími zeměmi, ale nebylo akceptováno jednotně). Za války utrpělo škody, 3 civilisté byli zabiti při britském bombardování, ale když Britové dobyli území okolo města, Argentinci se vzdali bez boje. Oblast kolem Stanley však byla silně podminována a některé části byly dlouho označeny jako minové pole. Odstraňování min bylo dokončeno až v listopadu 2020.

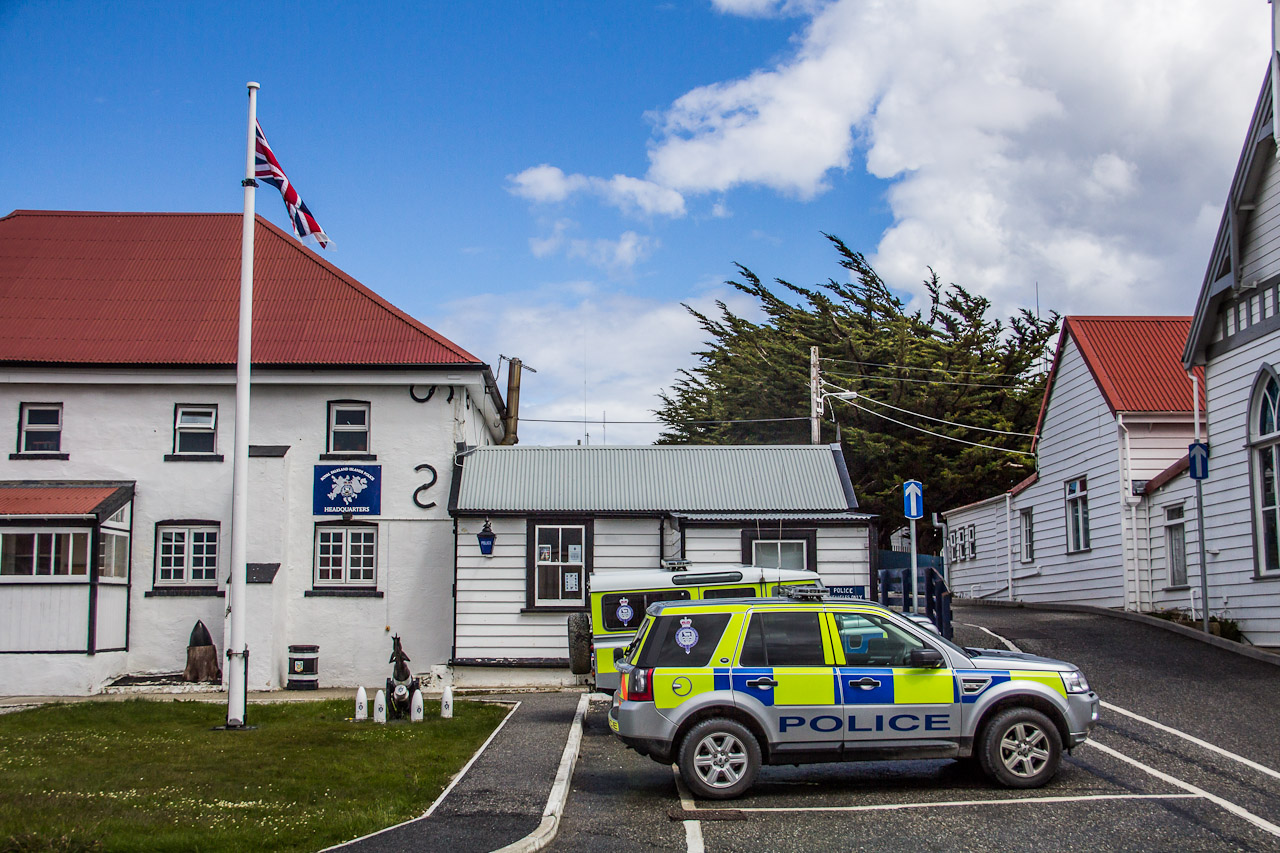
Policejní stanice v Stanley

## Současnost

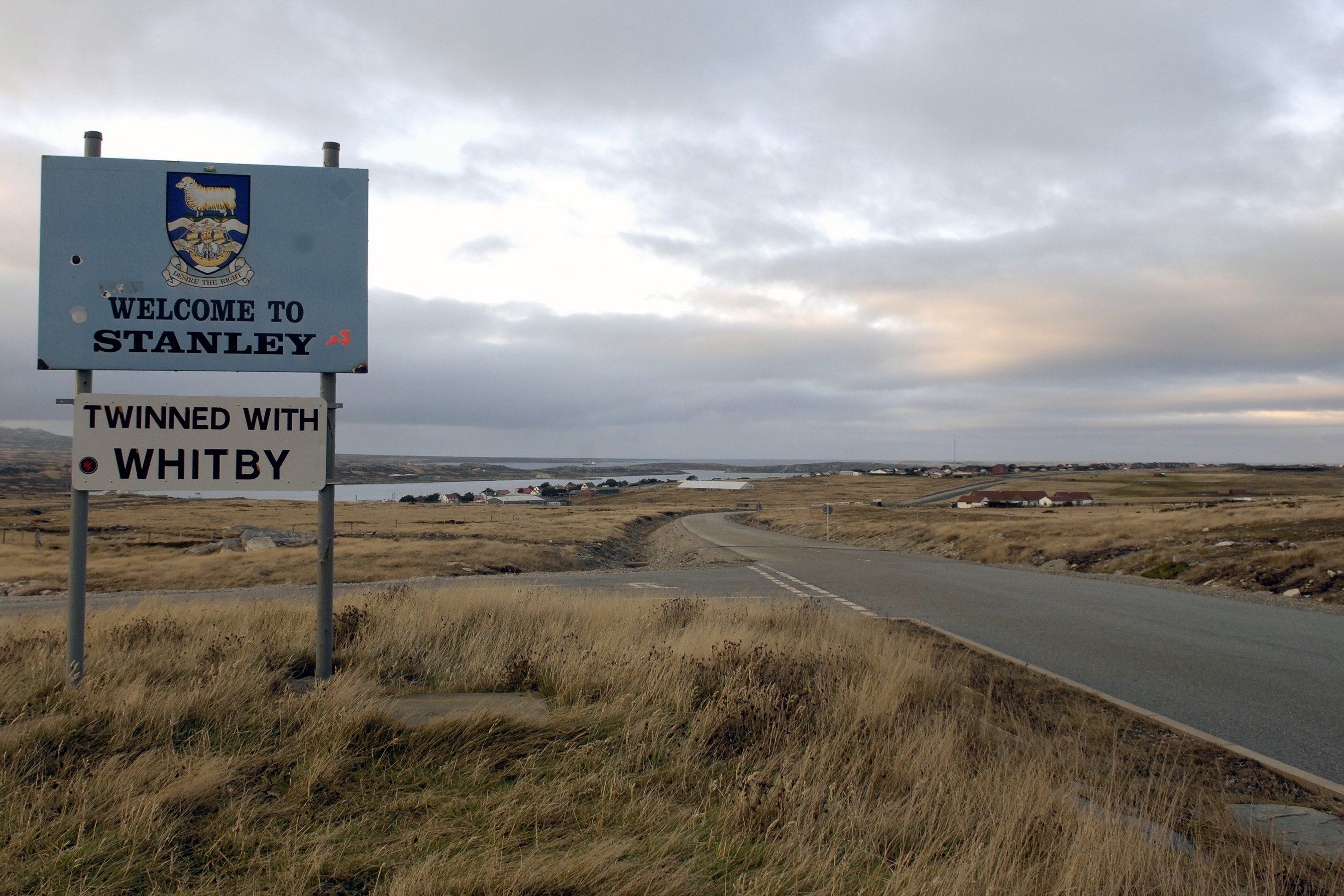
Značka při příjezdu do Stanley

Dnes Stanley leží v silničním uzlu ostrova. Je také hlavním nákupním střediskem a nachází se tu plavecký stadion, škola, nemocnice a knihovna. Mezi místní atrakce patří muzeum, sídlo vlády, jež bylo postaveno v roce 1845 a bydlel v něm guvernér Falklandských ostrovů, golfové hřiště a křesťanská katedrála, která je nejjižnější katedrálou na světě. Ve městě je mimo jiné i oblouk z velrybích kostic odhalený roku 1933 k oslavě 100 let britské nadvlády, totem, několik památníků válek a vrak lodi. Nachází se tu také skleníky, kde se pěstuje zelenina.
Dnes většinu lidí zaměstnává vláda nebo žijí z turismu.[zdroj?]